# Municipio de Center (condado de Guernsey)
El municipio de Center (en inglés: Center Township) es un municipio ubicado en el condado de Guernsey en el estado estadounidense de Ohio. En el año 2010 tenía una población de 1813 habitantes y una densidad poblacional de 28,72 personas por km².

## Geografía
El municipio de Center se encuentra ubicado en las coordenadas 40°1′15″N 81°30′3″O / 40.02083, -81.50083. Según la Oficina del Censo de los Estados Unidos, el municipio tiene una superficie total de 63.13 km², de la cual 62,65 km² corresponden a tierra firme y (0,75 %) 0,47 km² es agua.

## Demografía
Según el censo de 2010, había 1813 personas residiendo en el municipio de Center. La densidad de población era de 28,72 hab./km². De los 1813 habitantes, el municipio de Center estaba compuesto por el 97,63 % blancos, el 0,72 % eran afroamericanos, el 0,28 % eran amerindios, el 0,11 % eran asiáticos, el 0,11 % eran de otras razas y el 1,16 % eran de una mezcla de razas. Del total de la población el 1,21 % eran hispanos o latinos de cualquier raza.